# Filipe, Conde de Hesse-Philippsthal
Filipe, Conde de Hesse-Philippsthal (14 de Dezembro de 1655, Kassel – 18 de Junho de 1721, Aachen) foi um dos filhos de Guilherme VI, Conde de Hesse-Cassel e da princesa Edviges Sofia de Brandemburgo.  Foi o primeiro conde de Hesse-Philippsthal entre 1663 e 1721 e o fundador do quinto ramo da Casa de Hesse.

## Casamento e descendência
Em 1680, Filipe casou-se com a princesa Catarina de Solms-Laubach (1654–1736) (filha de Carlos Otão, Conde de Solms-Laubach). Juntos, tiveram oito filhos<:
1. Guilhermina de Hesse-Philippsthal (9 de Outubro de 1781 - 17 de Maio de 1699), morreu aos dezassete anos de idade.
2. Carlos I, Conde de Hesse-Philippsthal (23 de Setembro de 1682 - 8 de Maio de 1770), conde de Hesse-Philippsthal entre 1721 e 1770; casado com a princesa Carolina Cristina de Saxe-Eisenach; com descendência.
3. Amélia de Hesse-Philippsthal (22 de Fevereiro de 1684 - 19 de Março de 1754), nunca se casou nem teve filhos.
4. Amoene de Hesse-Philippsthal (13 de Março de 1685 - 1 de Abril de 1686), morreu com um ano de idade.
5. Filipe de Hesse-Philippsthal (31 de Julho de 1686 - 13 de Maio de 1717), casou-se com uma plebeia chamada Marie von Limburg de quem teve descendentes; morreu aos trinta anos de idade
6. Henriqueta de Hesse-Philippsthal (16 de Julho de 1688 - 21 de Dezembro de 1761), nunca se casou nem teve filhos.
7. Guilherme, Conde de Hesse-Philippsthal-Barchfeld (1 de Abril de 1692 – 13 de Maio de 1761), conde de Hesse-Philippsthal-Barchfeld entre 1721 e 1761; casado com a princesa Carlota Guilhermina de Anhalt-Bernburg-Schaumburg-Hoym; com descendência.
8. Sofia de Hesse-Philippsthal (6 de Abril de 1695 - 9 de Março de 1728), casada com Pedro Augusto, Duque de Schleswig-Holstein-Sonderburg-Beck; com descendência.

## Ramo de Hesse-Philippsthal

Brasão de armas da Casa de Hessen-Philippsthal.

Filipe foi o fundador do ramo de Hesse-Philippsthal o quinto ramo a surgir da Casa de Hesse, que, por sua vez, era já um ramo da Casa de Brabant.
Após a abdicação de Ernesto, Conde de Hesse-Philippsthal (1846-1925) em 1868, o ramo de Hesse-Philippsthal continuou a existir através do sexto ramo da família, Hesse-Philippsthal-Barchfeld, que é actualmente representado por Guilherme de Hesse-Philippsthal (1933-).

## Genealogia
| Filipe, Conde de Hesse-Philippsthal | Pai: Guilherme VI, Conde de Hesse-Cassel | Avô paterno: Guilherme V, Conde de Hesse-Cassel       | Bisavô paterno: Maurício I, Conde de Hesse-Cassel         |
| Filipe, Conde de Hesse-Philippsthal | Pai: Guilherme VI, Conde de Hesse-Cassel | Avô paterno: Guilherme V, Conde de Hesse-Cassel       | Bisavó paterna: Inês de Solms-Laubach                     |
| Filipe, Conde de Hesse-Philippsthal | Pai: Guilherme VI, Conde de Hesse-Cassel | Avó paterna: Amália Isabel de Hanau-Münzenberg        | Bisavô paterno: Filipe Luís II, Conde de Hanau-Münzenberg |
| Filipe, Conde de Hesse-Philippsthal | Pai: Guilherme VI, Conde de Hesse-Cassel | Avó paterna: Amália Isabel de Hanau-Münzenberg        | Bisavó paterna: Catarina Bélgica de Nassau                |
| Filipe, Conde de Hesse-Philippsthal | Mãe: Edviges Sofia de Brandemburgo       | Avô materno: Jorge Guilherme, Eleitor de Brandemburgo | Bisavô materno: João Segismundo, Eleitor de Brandemburgo  |
| Filipe, Conde de Hesse-Philippsthal | Mãe: Edviges Sofia de Brandemburgo       | Avô materno: Jorge Guilherme, Eleitor de Brandemburgo | Bisavó materna: Ana da Prússia                            |
| Filipe, Conde de Hesse-Philippsthal | Mãe: Edviges Sofia de Brandemburgo       | Avó materna: Isabel Carlota do Palatinado (1597–1660) | Bisavô materno: Frederico IV, Eleitor Palatino            |
| Filipe, Conde de Hesse-Philippsthal | Mãe: Edviges Sofia de Brandemburgo       | Avó materna: Isabel Carlota do Palatinado (1597–1660) | Bisavó materna: Luísa Juliana de Orange-Nassau            |